# إقليم القنيطرة
إقليم القنيطرة هو أحد الأقاليم المغربية، ينتمي لجهة الرباط سلا القنيطرة ويقع شمال غرب البلاد على الساحل الأطلسي، شمالي العاصمة الرباط. الإقليم يضم 1.167.301 ساكنا (2004).

## المناطق الكبرى
| الجماعة            | عدد السكان (2 سبتمبر 1994) | عدد السكان (2 سبتمبر 2004) |
| ------------------ | -------------------------- | -------------------------- |
| القنيطرة           | 391.688                    | 559.142                    |
| سيدي سليمان        | 69.595                     | 78.060                     |
| ابن منصور          | 42.661                     | 51.874                     |
| سوق الأربعاء       | 37.190                     | 43.392                     |
| بني مالك           | 36.269                     | 43.282                     |
| عمّور السفلية       | 36.187                     | 41.093                     |
| سيدي محمد الأحمر   | 30.112                     | 36.125                     |
| سيدي يحيى الغرب    | 29.949                     | 31.705                     |
| دار بلعمري         | 27.421                     | 31.453                     |
| أولاد حسين         | 25.971                     | 27.972                     |
| عرباوة             | 25.260                     | 29.645                     |
| مقران              | 24.263                     | 26.966                     |
| مناصرة             | 23.914                     | 29.354                     |
| بحّارة أولاد عيّاد   | 22.178                     | 27.488                     |
| سوق الثلاثاء الغرب | 21.152                     | 22.416                     |
| كسايبية            | 19.914                     | 23.218                     |
| لالّة ميمونة        | 19.843                     | 24.833                     |
| بومعيز             | 19.254                     | 20.419                     |

## التقسيم الإداري
يضم إقليم القنيطرة 4 مقاطعات حضرية و27 جماعات قروية:

### مقاطعات حضرية
- القنيطرة
- المهدية
- سوق الأربعاء

### جماعات قروية
| - عامر السفلية - عرباوة - أزغار - بحارة أولاد عياد - بنمنصور - بني مالك - بومعيز - الشوافعة - دار بلعامري - حدادة - قرية بن عودة - قصيبية - لالة ميمونة - مناصرة | - مڭرن - مولاي بوسلهام - مساعدة (قرية) - واد المخازن - أولاد بن حمادي - أولاد حسين - أولاد سلامة - الصفافعة - سيدي علال التازي - سيدي بوبكر الحاج - سيدي محمد لحمر - سيدي الطيبي - سوق ثلاثاء الغرب |